# Simafejű fenyőcincér
A simafejű fenyőcincér (Tetropium gabrieli) a cincérfélék családjába tartozó, Európában honos, vörösfenyőn élő bogárfaj. 

## Megjelenése
A simafejű fenyőcincér testhossza 8-18 mm. Testalkata erőteljes, mindegyik lábának combjai megvastagodtak. Az előhát oldalai ívesek, felülről kereknek látszik; szárnyfedőinek oldalvonalai szinte végig párhuzamosak. Teste fekete színű, lábai vörösbarnák. Feje a csápok között alig benyomott és nem barázdált; felszíne sűrűn pontozott. Az előtor középen lapos, gyengén benyomott; sűrűn pontozott, a pontok közterei többnyire keskenyebbek, mint a pontok; oldala nagyon sűrűn és finoman szemecskézett. Szárnyfedői nagyon sűrűn és finoman szemecskézettek, fénytelenek, felületét lesimuló finom, sűrű, sárgás szőrök fedik.

## Elterjedése és életmódja
Nyugat-, Közép- és Észak-Európában honos. Magyarországon ritka, csak Sopron környékén ismert állománya. 
Lárvája a vörösfenyő meggyengült vagy nemrég elhalt, kidőlt törzsének kérge alatt él, itt rágja szabálytalan, kb. 1 cm széles járatait. Fejlődése egy évig tart, majd a fában 5-6 cm mélyen készített horog alakú bábkamrában bebábozódik. Tevékenységével meggyorsítja a beteg fák pusztulását, utat nyit a gombafertőzéseknek. Az imágó április végétől júliusig rajzik. Este és éjjel aktív, napközben többnyire kidőlt fák alatt, kéregrepedésekben bújik meg. 

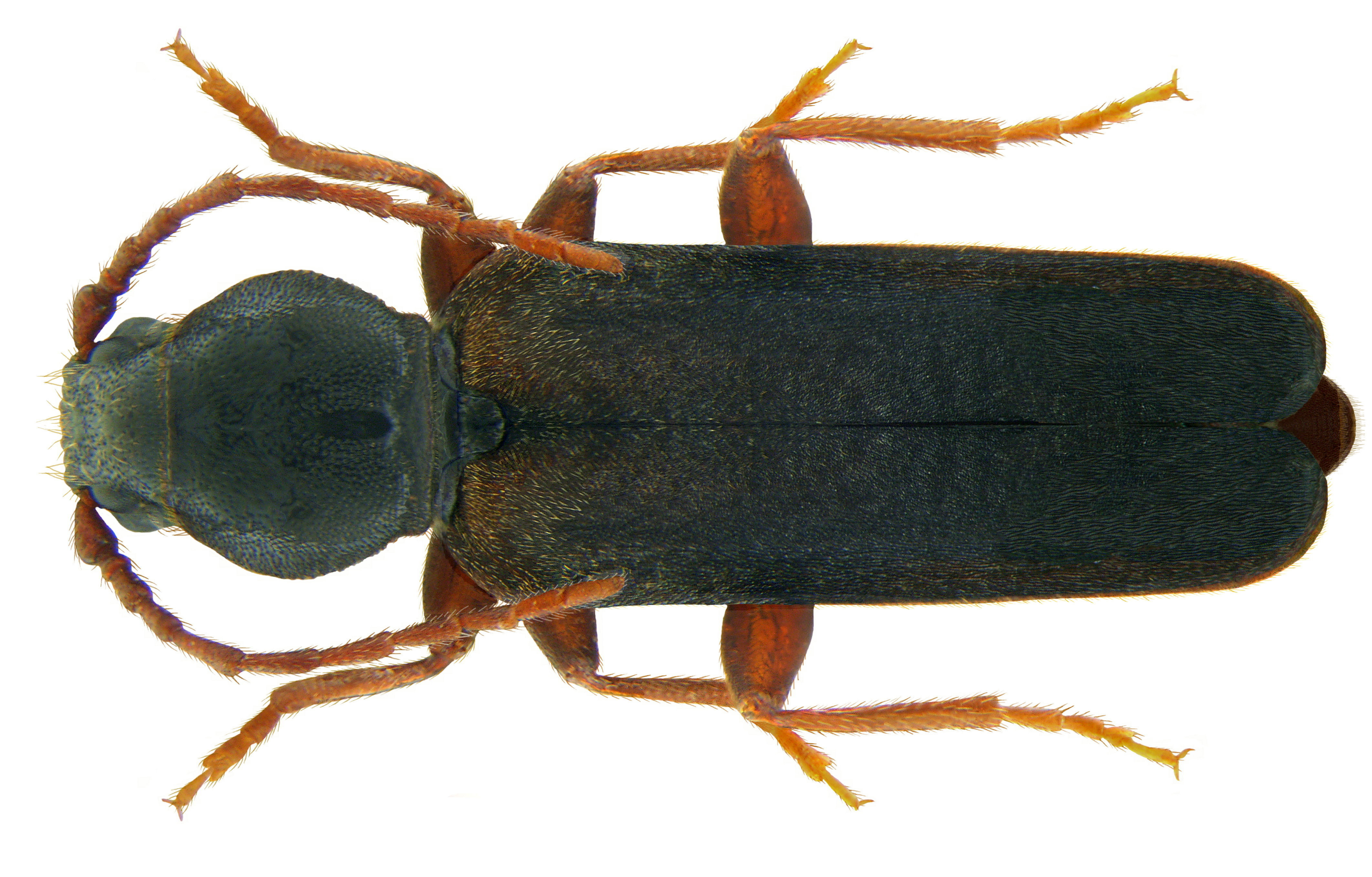

Magyarországon nem védett.